# Baureihe 183.0
De Baureihe 183, tot 1968 bekend als E344, is een elektrische locomotief bestemd voor het personenvervoer van de Deutsche Bundesbahn (DB).

## Geschiedenis
Om bij het passeren van een landsgrens het tijdrovend proces van het verwisselen van locomotieven te beperken besloot de Deutsche Bundesbahn (DB) tot de bouw van een proeflocomotief die onder verschillende bovenleidingsspanningen kon rijden. Dit type locomotief was hiervoor uitgerust voor twee spanningen voor het rijden in Duitsland, Luxemburg en Frankrijk. Deze locomotief werd door AW Freimann te München omgebouwd uit een casco van de serie E41 gebouwd door Krauss-Maffei te München-Allach.

## Constructie en techniek
De locomotief heeft een stalen frame. Op de draaistellen wordt elke as door een elektrische motor aangedreven.

### Nummer
De locomotieven zijn door de Deutsche Bundesbahn (DB) als volgt genummerd.
- E344 001: na 1968 vernummerd in 183 001

## Treindiensten
De locomotieven werden door de Deutsche Bahn (DB) in de spits ingezet in het personenvervoer op trajecten tussen Duitsland en Frankrijk. De locomotieven werden door de Deutsche Bahn (DB) ook ingezet in het goederenvervoer.